# Terre du Nord-Est
La terre du Nord-Est (en norvégien : Nordaustlandet) est une île de Norvège située dans l'archipel du Svalbard. L'île, qui se situe dans l'océan Arctique, est baignée à l'ouest, au sud et à l'est par la mer de Barents. Deuxième terre de l'archipel en superficie après l'île du Spitzberg au sud-ouest dont elle est séparée par le détroit de Hinlopen, elle est couverte en majorité de glaciers dont l'Austfonna, la plus grande calotte glaciaire d'Europe, et le Vestfonna. Comme l'archipel de Russøyane tout proche, la terre du Nord-Est est incluse dans la réserve naturelle du Svalbard Nord-Est.